# Alepidea longifolia
Alepidea longifolia là một loài thực vật có hoa trong họ Hoa tán. Loài này được E.Mey. mô tả khoa học đầu tiên năm 1843.